# Holland's Got Talent (seizoen 9)
Het negende seizoen van Holland's Got Talent, een Nederlandse talentenjacht, werd van 28 april 2017 tot 23 juni 2017 uitgezonden door RTL 4. Dit seizoen wordt net als het vorige seizoen op de vrijdagavond uitgezonden. 
De presentatie en jury blijft ongewijzigd bestaan uit Johnny de Mol, Gordon Heuckeroth, Dan Karaty,
Chantal Janzen en Angela Groothuizen. De winnaars van dit seizoen zijn The Fire.